# Dominic McCarthy
Dominic McCarthy Cruz Vitória  (York, 21 de janeiro de 1892  - Melbourne, 25 de maio de 1975) foi um soldado australiano ganhador da Cruz Vitória, a maior condecoração militar, por "bravura em face do inimigo" que pode ser concedida às forças britânicas e as forças da Commowealth.
McCarthy foi inicialmente rejeitado devido aos ferimentos quando tentou ingressar na Força Imperial Australiana; no entanto, ele foi aceito posteriormente após provar que havia vencido várias competições de tiro. Em 23 de agosto de 1918, McCarthy realizou o que mais tarde foi descrito na história oficial como sendo a luta individual mais eficaz na história da AIF, ao lado do feito de vitória da Cruz Militar de Albert Jacka em Pozières. Perto de Madame Wood, a leste de Vermandovillers, França, o batalhão foi fortemente combatido por metralhadoras alemãs bem posicionadas. McCarthy, percebendo a situação, correu pelo terreno aberto com dois homens até o posto mais próximo, onde, tendo se distanciado de seus companheiros, desativou a arma e continuou lutando para descer a trincheira. Mais tarde, acompanhados por um de seus homens, eles bombardearam juntos ao longo da trincheira até que contato foi estabelecido com uma unidade adjacente. Durante esta ação, McCarthy matou 20 inimigos, fez 50 prisioneiros e capturou 5 metralhadoras e 500 jardas (460 m) da frente alemã. O historiador do batalhão escreveu que após a façanha de McCarthy, "os prisioneiros cercaram-no por todos os lados... e deram-lhe tapinhas nas costas!" Por isso, McCarthy foi condecorado com a Victoria Cross que, dentro de seu batalhão e em alguns meios da imprensa londrina, passou a ser conhecida como "super-VC". Dez dias após o fim da guerra, em 21 de novembro de 1918, McCarthy foi evacuado para a Inglaterra com gripe, onde foi posteriormente informado de que havia recebido a Cruz Vitória por sua ação. Depois de se recuperar, ele voltou ao batalhão em 7 de janeiro de 1919, recebendo posteriormente o prêmio do rei George V no Palácio de Buckingham em 12 de julho de 1919. McCarthy faleceu aos 83 anos no dia 25 de maio de 1975

## Vida pregressa
O Dominic McCarthy nasceu em 21 de janeiro de 1892, em York, na Austrália Ocidental. Filho de Florence McCarthy de Cork, Irlanda, e de sua esposa Anne (nascida Sherry), ficou órfão ainda jovem e foi criado no Orfanato Clontarf em Perth e educado em escolas católicas.
Depois de completar os estudos, a partir dos 13 anos trabalhou como aprendiz em uma fazenda em Jennacubbine, perto de Northam. Mais tarde, serviu no 18º Cavalo Leve, uma unidade da Milícia, por dois anos e meio antes de se mudar para Lion Mill, Perth. Posteriormente, ele trabalhou como serralheiro contratado, perdendo três dedos da mão esquerda em um acidente.

## Primeira Guerra Mundial

### Gallipoli e a Frente Ocidental
McCarthy foi inicialmente rejeitado devido aos ferimentos quando tentou ingressar na Força Imperial Australiana; no entanto, ele foi aceito posteriormente após provar que havia vencido várias competições de tiro. Alistado em 16 de outubro de 1914 como soldado raso, mais tarde foi destacado para o 16º Batalhão, juntando-se à unidade recém-formada em Blackboy Hill Camp. Navegando para o Egito em dezembro, o batalhão desembarcou em Gallipoli em 26 de abril de 1915, no segundo dia da campanha contra os turcos. McCarthy permaneceu na península até que uma doença forçou sua evacuação em setembro. A essa altura ele já havia sido promovido a sargento. Ele voltou ao serviço em novembro e foi um dos últimos de seu batalhão a deixar Gallipoli em 20 de dezembro.
O 16º Batalhão chegou à França em junho de 1916, onde participou dos combates contra os alemães em Pozières e na Fazenda Mouquet em agosto. McCarthy foi nomeado sargento-mor da companhia em março de 1917 e no mês seguinte foi comissionado como segundo-tenente. No dia seguinte ao recebimento de sua comissão, McCarthy foi ferido em Bullecourt e evacuado para a Inglaterra, onde passou três meses no hospital e convalescendo. Voltando à sua unidade em 9 de julho, foi promovido a tenente em 1 de novembro e recebeu a Croix de guerre francesa dois dias depois. Entre fevereiro e agosto de 1918, ele foi destacado para o 13º Batalhão de Treinamento em Tidworth, Inglaterra, onde treinou tropas, antes de retornar ao seu batalhão a tempo para a Ofensiva Aliada dos Cem Dias, que começou em 8 de agosto.

### Ação da Cruz Vitória
Em 23 de agosto de 1918, McCarthy realizou o que mais tarde foi descrito na história oficial como sendo a luta individual mais eficaz na história da AIF, ao lado do feito de vitória da Cruz Militar de Albert Jacka em Pozières. Perto de Madame Wood, a leste de Vermandovillers, França, o batalhão foi fortemente combatido por metralhadoras alemãs bem posicionadas. McCarthy, percebendo a situação, correu pelo terreno aberto com dois homens até o posto mais próximo, onde, tendo se distanciado de seus companheiros, desativou a arma e continuou lutando para descer a trincheira. Mais tarde, acompanhados por um de seus homens, eles bombardearam juntos ao longo da trincheira até que contato foi estabelecido com uma unidade adjacente.
Durante esta ação, McCarthy matou 20 inimigos, fez 50 prisioneiros e capturou 5 metralhadoras e 500 jardas (460 m) da frente alemã. O historiador do batalhão escreveu que após a façanha de McCarthy, "os prisioneiros cercaram-no por todos os lados... e deram-lhe tapinhas nas costas!" Por isso, McCarthy foi condecorado com a Cruz Vitória que, dentro de seu batalhão e em alguns meios da imprensa londrina, passou a ser conhecida como "super-VC".

Dez dias após o fim da guerra, em 21 de novembro de 1918, McCarthy foi evacuado para a Inglaterra com gripe, onde foi posteriormente informado de que havia recebido a Cruz Vitória por sua ação. Depois de se recuperar, ele voltou ao batalhão em 7 de janeiro de 1919, recebendo posteriormente o prêmio do rei George V no Palácio de Buckingham em 12 de julho de 1919.